# Tempo Centar
 (транскр.  Темпо центар; раније: Tempo Cash and Carry) је српски ланац хипермаркета, некада део Delta Holding-а. Основан је 2003. године, са седиштем у Београду.
Први Tempo хипермаркет је имао 10,000 m² и отворен је у Београду 2004, у делу града познатом као Вилине воде. Касније су основани и Темпо центри у Новом Саду, Нишу, Чачку, Ужицу, Краљеву и још два Темпо центра у Београду.
У Крагујевцу је Tempo Centar у оквиру Делта парка као новог концепта ритејл паркова.
Као мањи продајни формат отворени су и нови Tempo Express (транскр.  Темпо експрес) у Београду, Новом Саду, Крагујевцу, Нишу, Суботици, Панчеву, Пожаревцу, Ћуприји, Лозници, Крушевцу и Врњачкој Бањи.
 центри раде 24 сата дневно, 7 дана у недељи, осим на државне празнике.
 центри постоје и у Босни и Херцеговини, Црној Гори и Бугарској.
Од 2015. године, реновирањем објекта на Ади, Tempo Centar уводи нови концепт за формат и мења лого у складу са променом власничке структуре.